# Мордовские украшения
Мордовские украшения — предметы традиционного женского костюма мордвы из металла, бисера, монет, раковин, перьев и пуха птиц, кожи животных и т. д. Выделяют украшения головные, шейные, нагрудные, поясные и наручные.
Среди головных украшений различают височные, налобные, ушные (наушники) и накосные. К височным относятся шары из белого пуха — сёргт (мокшанский, эрзянский языки), которые прикрепляли к белому нижнему платку у висков. Теньгушевская эрзя крепила шары из оранжевой шерсти (цёкот) к шапочке (Пехтим). В качестве височных украшений часто использовали перья селезня (кудрят — мокш., эрз.). Старинными височными украшениями являются подвески из монет, раковин и бисера (ярмакпилькс — мокш., эрз.), плетни.
Из налобных украшений известна бахрома из перьев селезня (иногда курицы), пришитых к тесьме. Бытовали также узкие полосы материи с нашитыми на них рядами пуговиц, бусин, стекляруса, бисера (мокш. коняфкс, эрз. прясуре). На территории современных Старошайговского и Краснослободского районов Мордовии поверх платка носили праздничное налобное украшение — сёрмафкя (мокш.).
Серьги (мокш. пилькст, эрз. пилекст) чаще всего были в виде небольших колец из латунной или медной проволоки (встречались и серебряные) с подвесками из монет или бусин. В XIX—нач. XX века носили ушные подвески в виде шариков из пуха птиц (мокш. нармонень пух, эрз. нармунень пух), зайца (нумолонь пух — мокш., эрз.), шерсти. Наушники (мокш. пилькст, эрз. пилепрят, пилекш) представляли собой обтянутые материей кружки, вырезанные из картона или бересты. На лицевую сторону нашивали блестящие бусы. Были наушники и в виде розетки из лент, мелких пуговиц и блёсток.
В качестве накосников широко использовали (особенно мокшане) кисти из шёлка, нитей бисера, пуговиц и раковин (мокш. сёконят, эрз. цёкот, цёкт). Известным видом накосника был ремень, позднее — полоса ткани (2,5×35 см) с нашитыми медными монетами, жетонами, бляшками и пуговицами, с подвеской из раковин каури, цепочек и бисера на нижнем конце. Для эрзянок более типичен накосник из бисера в виде кисти (кистючка) с прикреплёнными к ней монетами и пушками. К накосным украшениям близки наспинные, которые дольше сохранялись у мокши. Их основу составляла полоса шерсти (фтала пула), плотной ткани (копорь сёконя) или парчовой ленты (парьхци-готф) шириной 3—4, длиной до 55 см. На неё нашивались пуговицы, монеты, раковины, жетоны, конец украшали бахромой из бисера и шерсти, бусами, бубенчиками. 